# Maurício Grotto de Camargo
Maurício Grotto de Camargo (ur. 26 września 1957 w Presidente Prudente) – brazylijski duchowny katolicki, arcybiskup Botucatu od 2009.

## Życiorys
11 kwietnia 1981 otrzymał święcenia kapłańskie i został inkardynowany do diecezji Presidente Prudente. Był m.in. kanclerzem kurii (1981-1983), ojcem duchownym i rektorem seminarium w Marília (1987-2000) oraz podsekretarzem generalnym Konferencji Episkopatu Brazylii (marzec-czerwiec 2000).

### Życiorys
3 maja 2000 został mianowany biskupem koadiutorem diecezji Assis. Sakry biskupiej udzielił mu ówczesny biskup Presidente Prudente - Antônio Marochi. 27 października 2004 objął rządy w diecezji.
19 listopada 2008 papież Benedykt XVI mianował go ordynariuszem archidiecezji Botucatu. 15 lutego 2009 objął kanonicznie urząd.